# Bryce Louie
Bryce Louie, född 6 mars 2002, är en amerikansk fäktare som tävlar i florett.

## Karriär
Vid panamerikanska mästerskapen 2025 i Rio de Janeiro tog Louie guld tillsammans med Nick Itkin, Gerek Meinhardt och Chase Emmer i lagtävlingen i florett. Vid VM 2025 i Tbilisi tog han silver tillsammans med Nick Itkin, Alexander Massialas och Gerek Meinhardt i lagtävlingen i florett efter en finalförlust mot Italien.